# Филимонов, Михаил Васильевич
Михаил Васильевич Филимонов (5 июня 1922 — 23 февраля 2009) — советский военнослужащий, участник Великой Отечественной войны, Герой Советского Союза, комсорг 2-го стрелкового батальона 360-го стрелкового полка, старший сержант.

## Биография
Родился 5 июня 1922 года в городе Гурьевск Кемеровской области.
С 1925 года жил в городе Рогачёв. Окончил среднюю школу, работал слесарем на машинно-тракторной станции.
В армии с июля 1941 года. До ноября 1941 года обучался в Вольском военном пехотном училище. Курсантский батальон был на направлен на станцию Кинель, где формировалась 134-я стрелковая бригада.
Участник Великой Отечественной войны с мая 1942 года. Сражался на Центральном и 1-м Украинском фронтах, был дважды ранен. Весь боевой путь прошёл в составе 74-й стрелковой дивизии, стал комсоргом 2-го стрелкового батальона 360-го стрелкового полка.
Особо отличился при форсировании Днепра. 23 сентября 1943 года в составе передового отряда из 14 человек он переправился на правый берег реки в районе села Комарин, на захваченном плацдарме из противотанкового ружья подбил 3 танка. В критической ситуации заменил выбывшего из строя командира роты, был ранен в этом бою.
За мужество и героизм, проявленные в боях, Указом Президиума Верховного Совета СССР от 16 октября 1943 года старшему сержанту Филимонову Михаилу Васильевичу присвоено звание Героя Советского Союза с вручением ордена Ленина и медали «Золотая Звезда».
После госпиталя вернулся в свой полк. В марте 1944 года направлен на учёбу в военное училище.
В 1945 году окончил Харьковское военно-политическое училище. Продолжал службу в армии. В 1954 году окончил Военно-политическую академию. Служил начальником политотдела частей на Дальнем Востоке и в Забайкалье, начальником политического отдела 69-го радиотехнического полка (Куйбышев). С 1961 года — начальник политотдела специальных частей Оренбургского гарнизона. С 1976 года полковник М. В. Филимонов — в запасе.
Жил в городе Оренбурге. Умер 23 февраля 2009 года. Похоронен на кладбищенском комплексе «Степной-1».

## Награды и звания
Награждён орденами Ленина, Отечественной войны I степени, Красной Звезды, «За службу Родине в Вооружённых Силах СССР» III степени, медалью «За отвагу», другими медалями. Почётный гражданин Оренбурга.

## Память
- В городе Рогачёв Гомельской области на Аллее Героев в Пионерском парке установлен памятный знак М. В. Филимонову.
- Имя Героя размещено на Аллее Славы в Комарине (Гомельская область, Беларусь), с портретом и биографией[1].